# 瓦赫鲁舍夫 (市级镇)
瓦赫鲁舍夫（羅馬化：Vakhrushev）是俄罗斯萨哈林州波罗奈区的市级镇，位于萨哈林岛东南部，距捷尔佩尼耶湾8公里，面积4.12平方（1.59平方英里）。
历年人口普查中，该地2021年人口有1,672人；2010年人口2,245；2002年人口3,064；1989年人口4,351。